# Performance status
Em medicina (oncologia, hematologia e áreas relacionadas), o performance status é uma medida relacionada à tentativa de quantificar o bem-estar geral dos pacientes. Pode ser utilizada para determinação da possibilidade de receber quimioterapia, da necessidade de ajuste de doses destas medicações, entre outras finalidades.

## Performance Status de Karnofsky
O performance status de Karnofsky é um sistema de escore que, dentre outros, classifica os pacientes em uma escala de 0 a 100, onde 100 corresponderia à "saúde perfeita" e 0 à morte. Embora o escore original varie numa escala de 10, estados intermediários podem ser aceitos. Recebe este nome em homenagem à David A. Karnofsky, que, conjuntamente com Joseph H. Burchenal , descreveram o sistema em 1949.
- 100% - normal, sem queixas, sem sinais de doença
- 90% - capaz de atividade normal, poucos sinais ou sintomas de doença
- 80% - atividade normal com alguma dificuldade, alguns sinais e sintomas
- 70% - capaz de cuidar de si próprio, incapaz de atividade normal ou trabalho
- 60% - necessidade de alguma ajuda, capaz de cuidar da maioria das necessidades próprias
- 50% - frequentemente necessita de ajuda, necessita de atenção médica frequente
- 40% - incapaz, necessita de cuidado especial e ajuda
- 30% - gravemente incapaz, admissão hospitalar indicada mas sem risco de morte
- 20% - muito doente, necessidade de admissão imediata e medidas de suporte ou tratamento
- 10% - moribundo, rápida progressão para doença fatal
- 0% - morte.